# Warwick Smith
Warwick Smith (Perth, 11 de junio de 1971) es un deportista británico que compitió por Escocia en curling.
Ganó cinco medallas en el Campeonato Mundial de Curling entre los años 1996 y 2010, y dos medallas en el Campeonato Europeo de Curling, en los años 1999 y 2005.
Participó en dos Juegos Olímpicos de Invierno, ocupando el séptimo lugar en Salt Lake City 2002 y el cuarto en Turín 2006, en la prueba masculina.

## Palmarés internacional
| Representando a Escocia |                                   |                   |        |
| Campeonato Mundial      |                                   |                   |        |
| Año                     | Lugar                             | Medalla           | Prueba |
| 1996                    | Hamilton (Canadá)                 | Medalla de plata  | Equipo |
| 1999                    | Saint John (Canadá)               | Medalla de oro    | Equipo |
| 2002                    | Bismarck (Estados Unidos)         | Medalla de bronce | Equipo |
| 2006                    | Lowell (Estados Unidos)           | Medalla de oro    | Equipo |
| 2010                    | Cortina d'Ampezzo (Italia)        | Medalla de bronce | Equipo |
| Campeonato Europeo      |                                   |                   |        |
| Año                     | Lugar                             | Medalla           | Prueba |
| 1999                    | Chamonix (Francia)                | Medalla de oro    | Equipo |
| 2005                    | Garmisch-Partenkirchen (Alemania) | Medalla de bronce | Equipo |